# باتريك بينتز
باتريك بينتز (مواليد 2 يناير 1997) هو لاعب كرة قدم نمساوي يلعب في مركز حارس المرمى في نادي باير 04 ليفركوزن.

## روابط خارجية
- باتريك بينتز على موقع الاتحاد الأوربي (الإنجليزية)
- باتريك بينتز على موقع قاعدة بيانات كرة القدم.إي يو (الإنجليزية)
- باتريك بينتز على موقع Soccerway.com (الإنجليزية)
- باتريك بينتز على موقع عالم كرة القدم.نت (الإنجليزية)
- باتريك بينتز على موقع AS.com (الإسبانية)